# أمارانتا غوميز ريجالادو
أمارانتا غوميز ريجالادو (1977) هي عالمة أنثروبولوجيا اجتماعية ، مرشحة سياسية، وناشطة للوقاية من فيروس نقص المناعة البشرية، وكاتبة عمود صحفي، ومروجة للهوية الثقافية الأصلية لما قبل كولومبوس في الأمريكتيين.

## سيرة شخصية
وُلدت غوميز في عام 1977 في قرية زابوتيك القريبة من حدود غواتيمالا، واعتمد اسم أمارانتي خلال فترة المراهقة، تأثراً برواية مائة عام من العزلة، وهو العمل الشهير للكاتب الكولومبي غابرييل غارسيا ماركيز.
خلال المدرسة الثانوية، درست غوميز ريجالادو اللغات والمسرح في فيراكروز. سافرت بعد ذلك إلى عدة ولايات في جنوب المكسيك كجزء من برنامج transvestism.
في أكتوبر 2002، اصطدمت بسيارة وأصيبت بكسر في ذراعها الأيسر لدرجة أنه كان لا بد من بترها.
في عام 2015 ، تمكنت من تغيير هويتها الجنسية في شهادة ميلادها، مما سمح لها بتغيير الوثائق الرسمية الأخرى مثل جواز السفر. كان هذا ممكنًا من خلال الإصلاحات التي أقرتها في يوم من الأيام الجمعية التشريعية لمكسيكو سيتي للسماح للناس بتغيير هويتهم الجنسية بشكل قانوني في شهادة ميلادهم، من خلال إجراء إداري فقط.
درست الأنثروبولوجيا الاجتماعية في جامعة فيراكروزانا بين عامي 2011 و2016. وكان عنوانها أطروحة Guendaranaxhii: the Muxe community of the Isthmus of Tehuantepec and the emotional erotic relations.

## النشاط
في عام 2003، في سن ال 25 اكتسبت شهرة دولية كمرشحة للكونغرس لحزب المكسيك الممكنة في الانتخابات المكسيكية لعام 2003 إلى الكونغرس الفيدرالي، لكنها لم تحصل على مقعد. وشمل برنامجها الانتخابي دعوات لإلغاء تجريم الماريجوانا والإجهاض.